# Norton Atlas

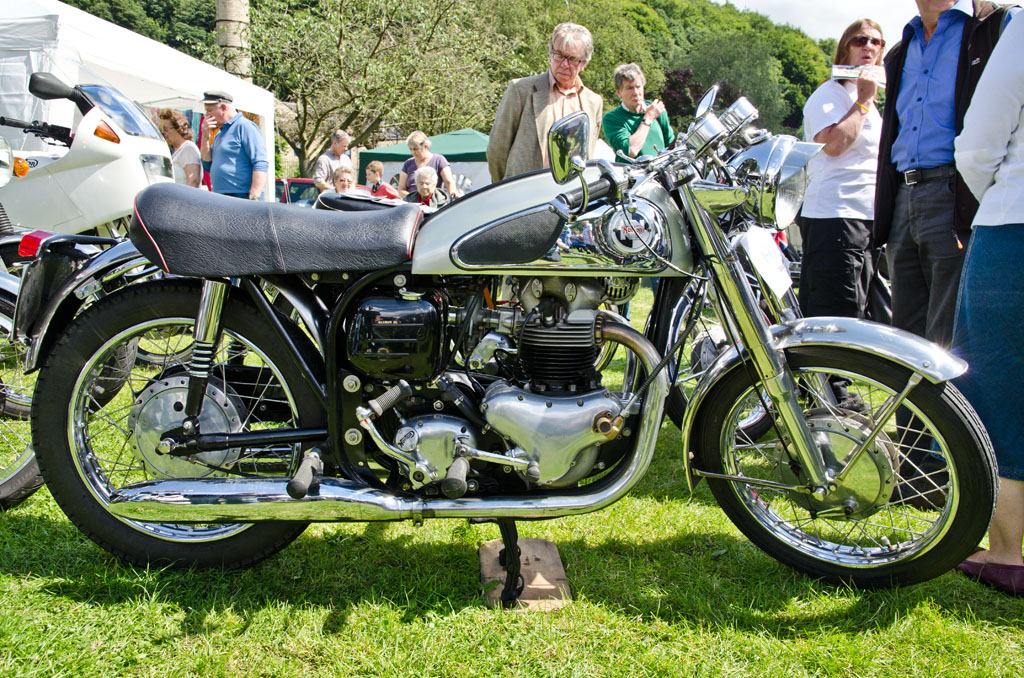
Norton Atlas

La Norton Atlas fue una motocicleta fabricada por Norton entre 1962 y 1968, hasta que fue reemplazada por la Norton Commando.

## Desarrollo
La idea de diseñar la Norton Atlas provino del importador de la marca en los Estados Unidos, Joe Berliner, que solicitó a la firma un modelo más potente y más rápido que la Dominator 650 SS. El nombre de la motocicleta estaba inspirado en el cohete Atlas utilizado por la NASA. La versión Mark 1 se anunció como 750 SS a principios de la década de 1960, pero en el momento en que apareció hacia 1962 se denominó Atlas 750 cc, equipada con el famoso bastidor Featherbed de Norton (derivado de la  Manx  de GP) y con la suspensión de horquilla telescópica hidráulica Roadholder y amortiguadores traseros Girling.
El motor de 497cc diseñado por Bert Hopwood en 1949 para las Norton Dominator, había crecido en diámetro y carrera durante los años siguientes hasta alcanzar 745 cc, a través de las versiones de 600 cc y luego de 650 cc. De esta forma, se intentaba atraer al público del mercado estadounidense, e inicialmente, solo se producía para la exportación.
En consecuencia, su estilo estético también estaba dirigió al mercado de los Estados Unidos, con un manillar de gran altura, un pequeño tanque de gasolina de 2.5 galones (11 litros), guardabarros cromados y protector de la cadena. Su aspecto se completó con una resistente rueda trasera WM3-18 y se suministró de serie una magneto Lucas Competition.
El motor tenía una compresión de 7.6:1, más baja que la de la Norton Dominator, y estaba equipado con un solo carburador monobloque Amal 376 con el que rendía 55 HP (41 kilovatios) a 6500 rpm. Sin embargo, el diseño producía una vibración excesiva a altas revoluciones, por lo que se redujo la relación de compresión. Las Atlas compartían muchas partes mecánicas con las últimas Dominator bicilíndricas, como la caja de cambios de cuatro velocidades y el embrague. El sistema eléctrico era de 6 voltios, y la moto disponía de horquillas Roadholder, amortiguadores traseros ajustables Girling y de un ligero bastidor Featherbed.
En 1964, el modelo Atlas se actualizó con un sistema eléctrico de 12 voltios, y fue equipado con un segundo carburador y horquillas más robustas. Se lanzó una versión para el Reino Unido con barras planas y relojes gemelos. Las Atlas continuaron construyéndose hasta 1968, pero para entonces la Norton Commando ya se había convertido en su sustituta.

## Modelos especiales e híbridos
Preparadores especializados como Dunstall produjeron motos de competición basadas en la Atlas (Domiracer 750) y ofrecieron motos de carretera con un estilo similar a las de carreras (Dominator 750), aunque posteriormente también denominó a sus roadsters como 'Domiracer'. Unos cuantos bastidores Rickman Metisse fueron fabricados o modificados posteriormente por los propietarios para poder poder utilizar los propulsoes Norton, y las motocicletas híbridas AMC-Norton con motor Atlas construidas en fábrica (Norton Matchless) incluyeron un modelo todoterreno denominado P11.
Más de siete mil motos híbridas Atlas se produjeron en Plumstead entre finales de 1963 y finales de 1968, utilizando los motores de la Atlas y distintos bastidores Matchless. Estos tenían las designaciones G15 o N15 para el roadster y P11 para el modelo todoterreno (utilizando siglas en lugar de nombres).